# Scrobipalpa vicaria
Scrobipalpa vicaria is een vlinder uit de familie tastermotten (Gelechiidae). De wetenschappelijke naam werd voor het eerst geldig gepubliceerd in 1921 door Edward Meyrick.
De soort komt voor in Europa.